# Irena Gut-Opdyke

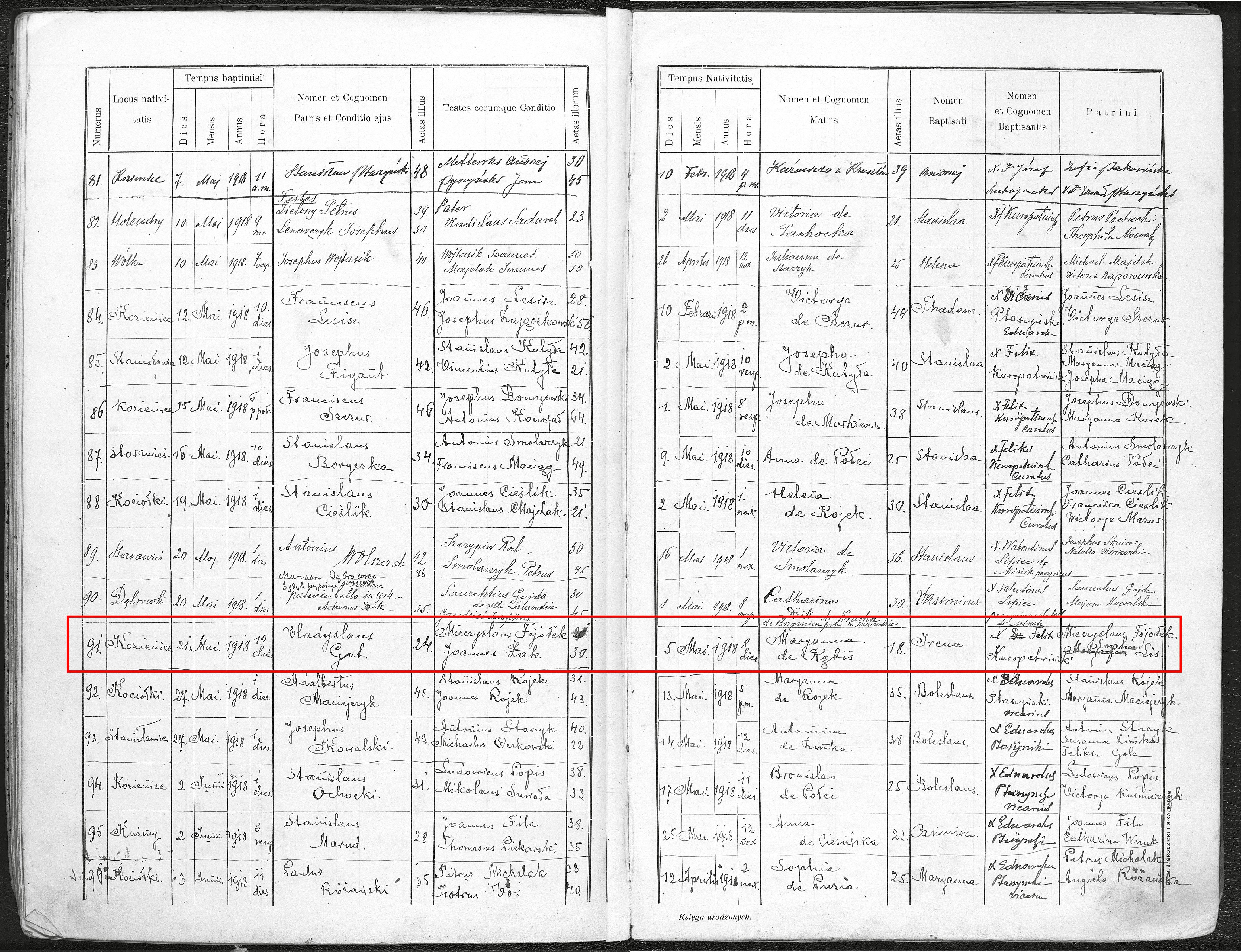
Wypis z księgi chrztów

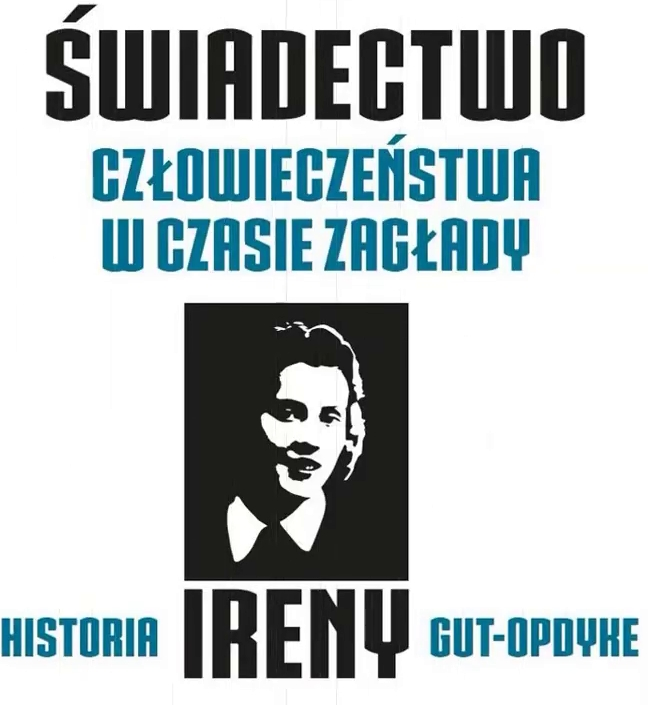
Irena Gut-Opdyke Sprawiedliwa wśród Narodów Świata, wystawa historyczna, Piekary Śląskie

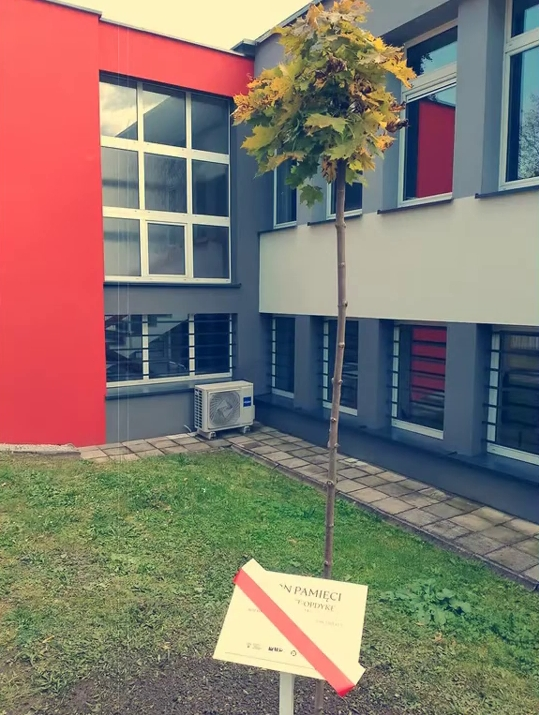
Drzewo – klon pamięci Ireny Gut-Opdyke, Sprawiedliwej wśród Narodów Świata, Piekary Śląskie

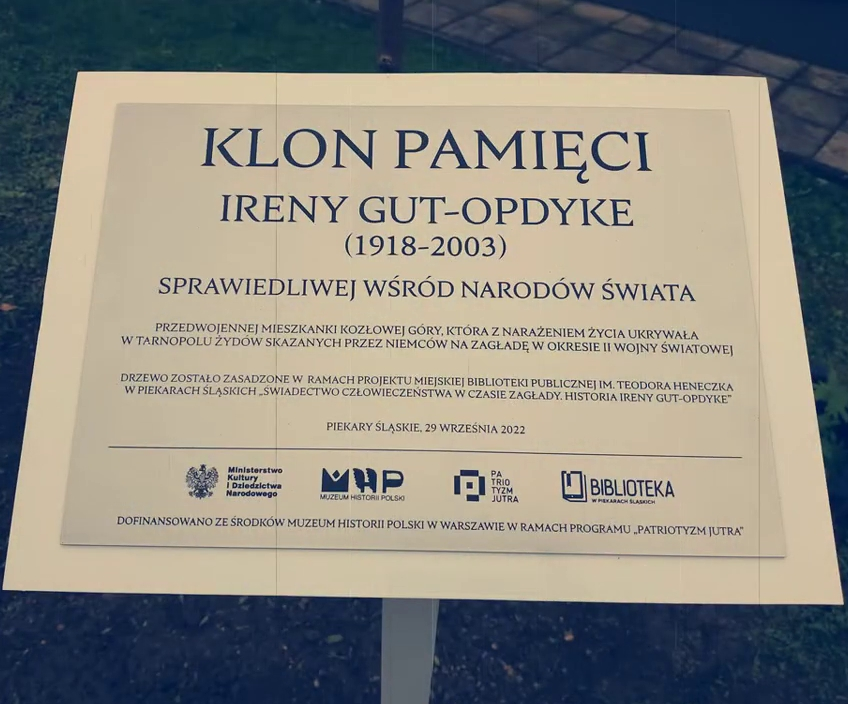
Tablica ku czci Ireny Gut-Opdyke w Piekarach Śląskich

Irena Gut-Opdyke (ur. 5 maja 1918 w Kozienicach, zm. 17 maja 2003 w Kalifornii) – polska Sprawiedliwa wśród Narodów Świata.

## Życiorys
Irena Gut przyszła na świat w Kozienicach 5 maja 1918 roku w rodzinie Władysława Guta i Marianny z domu Rębiś. Sakrament chrztu przyjęła kilkanaście dni później (21 maja) z rąk proboszcza miejscowej parafii rzymskokatolickiej Feliksa Kuropatwińskiego (1858–1924). W Kozienicach mieszkała jedynie rok. Ze względu na pracę ojca, rodzina Ireny przeprowadzała się kilkukrotnie. Na trasie wędrówki były między innymi miasta w centralnej, wschodniej i południowej Polsce: Chełm, Radom, Suchedniów, Częstochowa i Kozłowa Góra (część obecnych Piekar Śląskich). Irena Gut miała cztery siostry: Janinę, Marię, Bronisławę i Władysławę. Ojciec urodzony 17 września 1896 roku w Iłży w czasie I wojny światowej (do 1917 roku) walczył w Legionach Polskich (1 i 6 Pułk Piechoty), za co został później odznaczony Krzyżem Niepodległości. W latach 1918–1922 służył w Policji Państwowej w Kozienicach, z której zwolnił się na własną prośbę. Po odejściu z policji Władysław Gut dalszą swoją karierę związał z branżą ceramiczną. W 1929 roku ukończył kurs ceramiczny w Czechach, a w 1936 roku został kierownikiem Śląskich Zakładów Ceramicznych w Kozłowej Górze.
W latach 30. Irena Gut postanowiła zostać wolontariuszką Czerwonego Krzyża. Będąc jeszcze na Górnym Śląsku, uczyła się udzielania pierwszej pomocy, ćwiczyła bandażowanie i przygotowywała się do ratowania życia w nagłych wypadkach. Odwiedzała też chorych w szpitalach. W 1938 roku zapisała się do szkoły pielęgniarskiej w Radomiu gdzie zastał ją wybuch II wojny światowej. W trakcie bombardowania miasta opatrywała rannych cywili i żołnierzy w miejscowym szpitalu. Cała rodzina Ireny mieszkała wówczas w Kozłowej Górze na Górnym Śląsku.
Po wkroczeniu Armii Czerwonej do Polski została schwytana przez żołnierzy, uwięziona, pobita i zgwałcona. Potem zmuszona do pracy jako pomoc medyczna w szpitalu polowym w Tarnopolu. W 1941 roku uciekła do rodziny przebywającej w Radomiu, ale wkrótce została zatrzymana w trakcie łapanki przez Niemców, którzy skierowali ją do pracy w fabryce amunicji. Stamtąd trafiła do lżejszej pracy jako pomoc kuchenna w niemieckim hotelu garnizonowym w Radomiu. Pod koniec 1941 roku po raz pierwszy zdecydowała się okazać pomoc ludziom zamkniętym w getcie w Radomiu. Zaczęła przynosić jedzenie i zostawiać je w zagłębieniu wykopanym pod płotem getta, które znajdowało się w bliskim sąsiedztwie hotelu.
Wiosną 1942 roku major Wehrmachtu Eduard Rügemer otrzymał zadanie nadzorowania w Tarnopolu zakładów naprawy samochodów wojskowych (w skrócie HKP – Heeres Kraftfahr Park) wykorzystywanych na froncie wschodnim, dokąd zabrał, sprawdzone w służbie hotelowej Irenę Gut i jej siostrę Janinę. Powierzył im prowadzenie hotelu i kantyny przynależących do HKP.
Widząc trudną sytuację Żydów w tarnopolskim getcie i obozie pracy, Irena Gut poprosiła majora Rügemera, by zatrudnił w hotelowej pralni żydowskich pracowników, którzy na noc wracaliby do obozu. Major spełnił wolę Ireny. W czasie jednej z rozmów Eduarda Rügemera i esesmana Richarda Rokity Irena Gut dowiedziała się, że do końca lipca 1943 roku planowane było w Tarnopolu tzw. ostateczne rozwiązanie kwestii żydowskiej, czyli likwidacja getta i wywiezienie mieszkańców do obozów zagłady. Postanowiła więc wywieźć zaprzęgiem konnym („dwukołówką”) sześcioro Żydów do kryjówki w lesie w okolicach miejscowości Janówka (od 1946 Podhorodne), tym samym ratując od śmierci następujące osoby: braci Hersza i Hermanna Morrisów z żonami Polą i Miriam, Abrahama Klingera i Dawida Rosena.
Gdy major Rügemer przeprowadził się do własnej willi w Tarnopolu, Irena Gut została jego osobistą służącą. Postanowiła ukryć w piwnicy willi Żydów z tarnopolskiego getta, którzy wcześniej pracowali w pralni: Idę i Leizera Hallerów, Klarę i Tomasza Bauerów, Mojżesza Steinera i Fankę Silberman. Ponadto ukryli się tam także: Henryk Weinbaum, Józef Weiss, Marian Wilner i Aleks Rosen. Łącznie 10 osób. Ukrywający się Żydzi opracowali specjalny system ostrzegawczy na wypadek nagłej kontroli. System opierał się na sygnałach świetlnych i specjalnym przycisku w podłodze. Gdy major wychodził do pracy, dla mieszkańców piwnicy rozpoczynał się dzień. Mogli wziąć prysznic, zaparzyć kawę, a nawet posłuchać wiadomości w radiu.
Major Eduard Rügemer odkrył po pewnym czasie fakt, że Irena Gut ukrywa w jego domu Żydów, ale zgodził się na dalsze ich pozostawanie w willi. Postawił jednak warunek: Irena ma zostać jego kochanką. Zgodziła się na to w zamian za pozwolenie na dalsze ukrywanie mieszkańców piwnicy. Kiedy jako dobra katoliczka spowiadała się z tego księdzu, powiedział jej, że powinna ich wszystkich wyrzucić, bo jej śmiertelna dusza jest ważniejsza niż cokolwiek innego. Irena się z tym nie zgodziła. Skądinąd ewentualne zgłoszenie przez majora Eduarda Rügemera faktu łamania nazistowskiego prawa w jego domu groziłoby również bardzo poważnymi konsekwencjami dla niego samego. Ukrywające się w piwnicy małżeństwo Ida i Leizer Haller dowiedziało się o spodziewanym potomku. Irena nie zgodziła się jednak na dokonanie przez Idę aborcji i obiecała uratować wszystkich, także nienarodzone dziecko.
W 1944 roku major otrzymał notatkę z Berlina, z której wynikało, że zwierzchnicy wiedzą o jego polskiej kochance. W obawie przed dekonspiracją nakazał Irenie pozbyć się lokatorów z piwnicy. Ponownie dzięki staraniom Ireny wszyscy Żydzi ewakuowali się do leśnej kryjówki w Janówce. Wkrótce po tym Ida Haller urodziła w lesie syna, który przeżył i wraz z pozostałymi dotrwał do końca wojny w ukryciu.
Wiosną 1944 roku wobec zbliżającej się Armii Czerwonej Irena ewakuowała się z Tarnopola. Ocaleni przez nią Żydzi zostali w lesie pod opieką polskiego działacza konspiracyjnego i leśniczego Zygmunta Pasiewskiego, który Irenie polecił wstąpienie do polskiej partyzantki i nawiązanie kontaktów z jego siostrą i jej mężem Markiem Ridlem w Kielcach. Po nawiązaniu kontaktów z kieleckim podziemiem i zaprzysiężeniu Irena została kurierką o pseudonimie „Mała”. Przemycała meldunki, broń i jedzenie. Znajomość języka niemieckiego pomogła jej uniknąć wielu ryzykownych spotkań z niemieckimi patrolami. W grudniu 1944 roku Irena zachorowała na zapalenie płuc i opuściła partyzancki oddział. Zaopiekowali się nią Ridlowie w Kielcach.
Po odzyskaniu zdrowia i klęsce Niemiec w maju 1945 roku wyruszyła do Radomia w poszukiwaniu rodziny. Odnalazła tam ciocię Helenę, ale nadal nie miała wieści o rodzicach i siostrach. Odbyła podróże m.in. do Krakowa i Katowic, gdzie odnalazła część Żydów, których uratowała przed zagładą, a którzy planowali opuszczenie Polski.
Ze względu na udział w polskiej partyzantce Irenie groziło aresztowanie ze strony Rosjan. Po zakończeniu wojny posądzana była o kolaborację z Niemcami. W maju 1946 roku Irena Gut pod zmienioną tożsamością jako Żydówka (dokumenty załatwili jej Żydzi, których uratowała w Tarnopolu) Sonia Sofierstein udała się do alianckiego obozu dla uchodźców w Hessisch Lichtenau w Niemczech. W 1949 roku do obozu przybyła delegacja ONZ, by przeprowadzać wywiady z tymi, którzy ocaleli. Dzięki pomocy pełnomocnika Organizacji Narodów Zjednoczonych w Polsce, Williama Opdyke’a, w 1949 roku Irena Gut wyjechała do Stanów Zjednoczonych. Tam po siedmiu miesiącach pobytu w Nowym Jorku spotkała raz jeszcze Williama Opdyke’a, wyszła za niego za mąż, po czym razem osiedli się w Kalifornii, gdzie w Yorba Linda nieopodal Santa Ana, Irena Gut-Opdyke pracowała jako dekoratorka wnętrz.
W 1982 roku Instytut Pamięci Yad Vashem uhonorował jej bohaterstwo odznaczeniem Sprawiedliwy wśród Narodów Świata. Podczas podróży po Izraelu doczekała się spotkania z Romanem Hallerem, któremu pozwoliła przyjść na świat. Major Eduard Rügemer pomagający Irenie Gut w ukrywaniu Żydów został również wyróżniony tytułem Sprawiedliwego wśród Narodów Świata.
Gut po raz pierwszy po wojnie odwiedziła Polskę w 1984 roku i spotkała się z Janiną, Marią, Władysławą i Bronisławą oraz ich rodzinami.
W 1999 roku spisała swoje wspomnienia w książce zatytułowanej In My Hands (W moich rękach), wydanej w 2001 roku. W roku 2008 na deskach Baruch Performing Arts Center w Nowym Jorku wystawiono sztukę pod tytułem Irena’s Vow (Przysięga Ireny, w reżyserii Michaela Parvy) opartą na kanwie historii Ireny Opdyke. Główną rolę w tej sztuce gra jedna z czołowych żydowskich aktorek teatralnych, Tovah Feldshuh.
Na podstawie sztuki Irena’s Vow powstał scenariusz Dana Gordona do filmu pt. Przysięga Ireny (Irena’s Vow) w reżyserii Louise Archambault z kanadyjską aktorką Sophią Nélisse jako Ireną Gut-Opdyke.
Zmarła 17 maja 2003 roku w Kalifornii, przeżywszy 85 lat.

## Lista ocalonych przez Irenę Opdyke
Instytut Pamięci Męczenników i Bohaterów Holokaustu Yad Vashem dokumentujący historię narodu żydowskiego podczas Holokaustu wymienia 17 osób, które od śmierci uchroniła Irena Gut-Opdyke: Bauer Klara, Bien David, Bien Fanny, Haller Ida, Haller Lazar, Klinger [imię nieznane], Lipszyc Mozes, Morks Gina, Morks Herman, Morks Natan, Morks Pola, Steiner [imię nieznane], Weinbaum Henryk, Weiss [imię nieznane], Willner Silberman Francisca, Wilner Marian, Wilner [imię nieznane].
Lista ta w większości pokrywa się z nazwiskami wymienionymi we wspomnieniach Ireny Gut-Opdyke: Bauer Klara, Bauer Tomasz, Haller Ida, Haller Leizer, Klinger Abraham, Morris Hersz, Morris Hermann, Morris Pola, Morris Miriam, Rosen Dawid, Rosen Aleks, Steiner Mojżesz, Silberman Fanka, Weinbaum Henryk, Weiss Józef, Wilner Marian.
Różnice w nazwiskach i imionach wynikają z ich zmiany po wojnie. Na liście Instytutu Yad Vashem brakuje Tomasza Bauera. Nie ma także Romana Hallera (syna Idy i Lazara), który w czasie kryjówki rodziców był dopiero poczęty. Urodził się w leśnej kryjówce pod koniec wojny, a Irena nie dopuściła do aborcji.

## Odznaczenia
- medal Sprawiedliwy wśród Narodów Świata
- Krzyż Komandorski Orderu Zasługi Rzeczypospolitej Polskiej, nadany pośmiertnie w 2008 przez prezydenta RP Lecha Kaczyńskiego; odznaczenie odebrała w USA w obecności Marii Kaczyńskiej, córka Ireny Gut-Opdyke – Jeannie Opdyke Smit[13].

## Niespójności
- We wspomnieniach w książce Ratowałam od zagłady Irena Gut podaje późniejszą datę narodzin, przesuwając ją o cztery lata na 1922 rok[1]. W księdze chrztów kozienickiej parafii figuruje ona jednak pod datą 1918, co należy przyjąć za datę właściwą[2].
- Irena Gut w wyżej wymienionych wspomnieniach przywołuje okoliczności rzekomej śmierci jej ojca, o której miała dowiedzieć się tuż po wojnie: „(...) Żydzi, którzy przetrwali i usiłowali od nowa zbudować swoje życie, postanowili mi pomóc, docierając do wiadomości o mojej rodzinie poprzez łańcuch pytań wśród swych przyjaciół. Pierwsza wieść o mało mnie nie zabiła. Kilka miesięcy temu mojego ojca zastrzelili Niemcy, bo nie ustąpił z chodnika dwóm pijanym niemieckim żołnierzom (...)”[1]. Z powojennej prasy wiadomo jednak, że jej ojciec nie zginął i w 1946 roku stał się bohaterem pewnej finansowej afery na Górnym Śląsku[14].

## Upamiętnienie

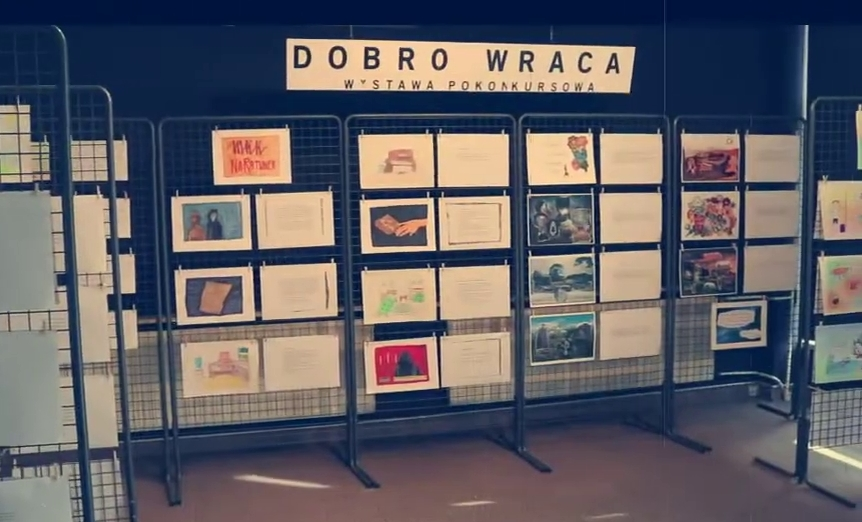
Wystawa pt. Dobro wraca poświęcona Irenie Gut-Opdyke w Bibliotece w Piekarach Śląskich

- Irenie Opdyke swoją piosenkę pt. Mała little Flower z płyty zatytułowanej Paszport zadedykowała angielska piosenkarka polskiego pochodzenia Katy Carr. Utwór znalazł się w styczniu 2013 roku na 17. miejscu Listy Przebojów Programu Trzeciego[15].
- W 2022 roku Miejska Biblioteka Publiczna im. Teodora Heneczka w Piekarach Śląskich zrealizowała projekt edukacyjno-historyczny pn. Świadectwo człowieczeństwa w czasie zagłady. Historia Ireny Gut-Opdyke, którego kulminacyjnym momentem było otwarcie wystawy biograficznej, a także zasadzenie symbolicznego klonu w ogrodzie biblioteki przy ul. Kalwaryjskiej 62d w Piekarach Śląskich[16].